# Walter Brugna
Walter Brugna (Rivolta d'Adda, 28 de enero de 1965) es un deportista italiano que compitió en ciclismo en las modalidades de pista, especialista en la prueba de medio fondo, y ruta.
Ganó tres medallas en el Campeonato Mundial de Ciclismo en Pista entre los años 1988 y 1990.

## Medallero internacional
| Campeonato Mundial | Campeonato Mundial | Campeonato Mundial | Campeonato Mundial |
| Año                | Lugar              | Medalla            | Competición        |
| ------------------ | ------------------ | ------------------ | ------------------ |
| 1988               | Gante (Bélgica)    | Medalla de bronce  | Medio fondo (P)    |
| 1989               | Lyon (Francia)     | Medalla de plata   | Medio fondo (P)    |
| 1990               | Maebashi (Japón)   | Medalla de oro     | Medio fondo (P)    |